# Cylloepus maro
Cylloepus maro là một loài bọ cánh cứng trong họ Elmidae. Loài này được Hinton miêu tả khoa học năm 1945.